# Una testa mozzata
Kingdom of Fife (titolo per l'Italia Una testa mozzata) è un romanzo di Irvine Welsh, uscito nel 2007 e pubblicato in Italia da Guanda nel 2008. Ambientato in una cittadina del Fife, racconta una storia d'amore, pur sempre nello stile crudo, ironico, sboccato e a volte grottesco tipico di Welsh. Titolo per l'Italia

## Trama
Il protagonista è Jason King, un ragazzo alto poco più di un metro e mezzo, ex giovane speranza dell'ippica, ora stella locale del subbuteo che vivacchia del sussidio di disoccupazione e di lavoretti saltuari, con una passione spiccata per la Guinness e per le fantasie sessuali su tutte le ragazze che incontra. Tra queste c'è Jenni Cahill, figlia di un ricco imprenditore locale, cavallerizza dal talento modesto, appassionata di musica dark metal e letteratura goth, e non troppo lusingata dalle attenzioni di Jason. Malgrado la differente estrazione sociale, i due ragazzi vivono entrambi in ambienti familiari problematici. La coppia sembra piuttosto improbabile, ciononostante gli eventi li porteranno a condividere, contro le apparenze, situazioni, esperienze ed infine speranze di riscatto.

## Edizioni
- Irvine Welsh, Una testa mozzata, traduzione di Massimo Bocchiola, Narratori della Fenice, Guanda, 2008,  p. 245, ISBN 978-88-6088-082-6.